# Schutzblech

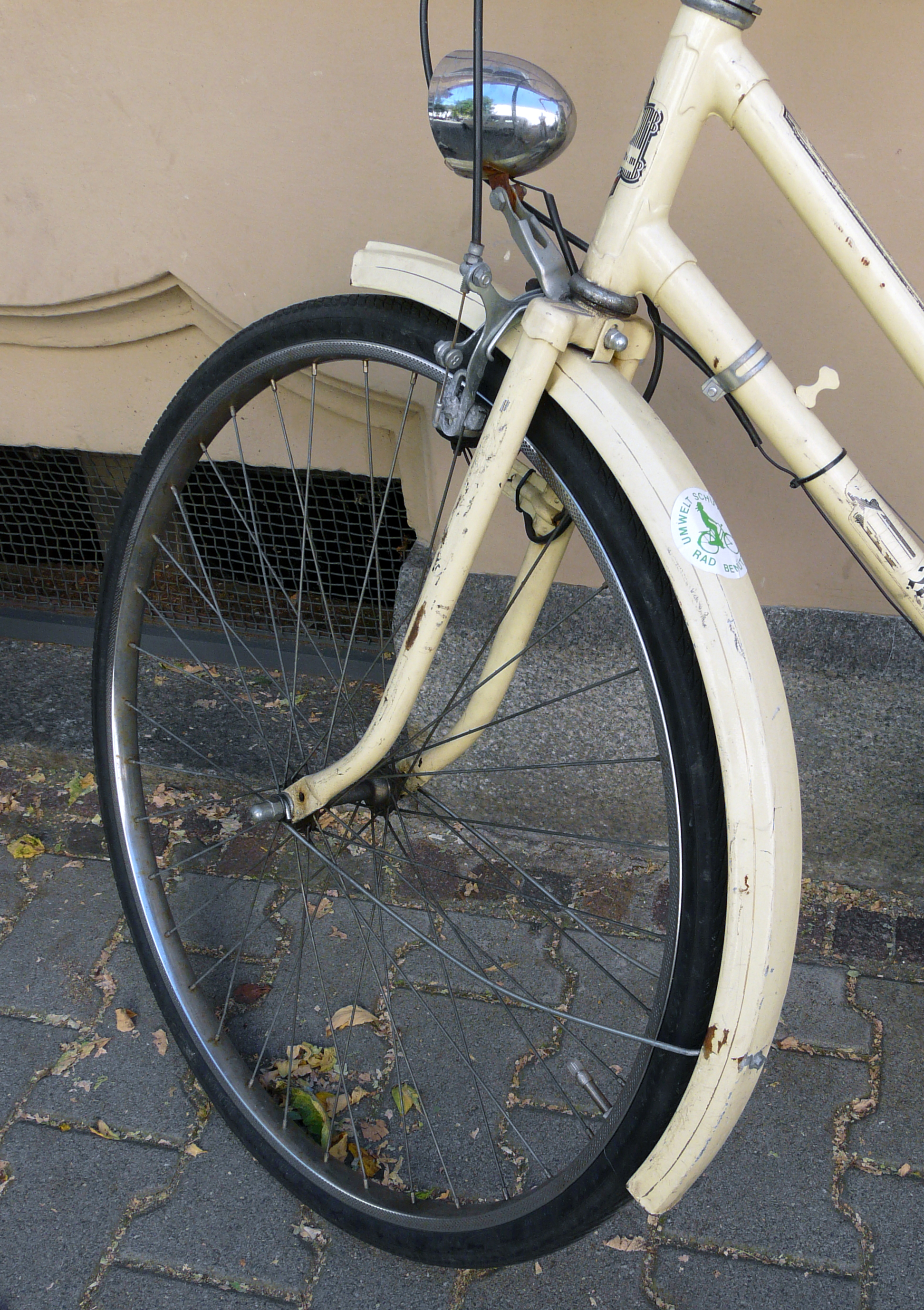
Schutzblech an einem Vorderrad

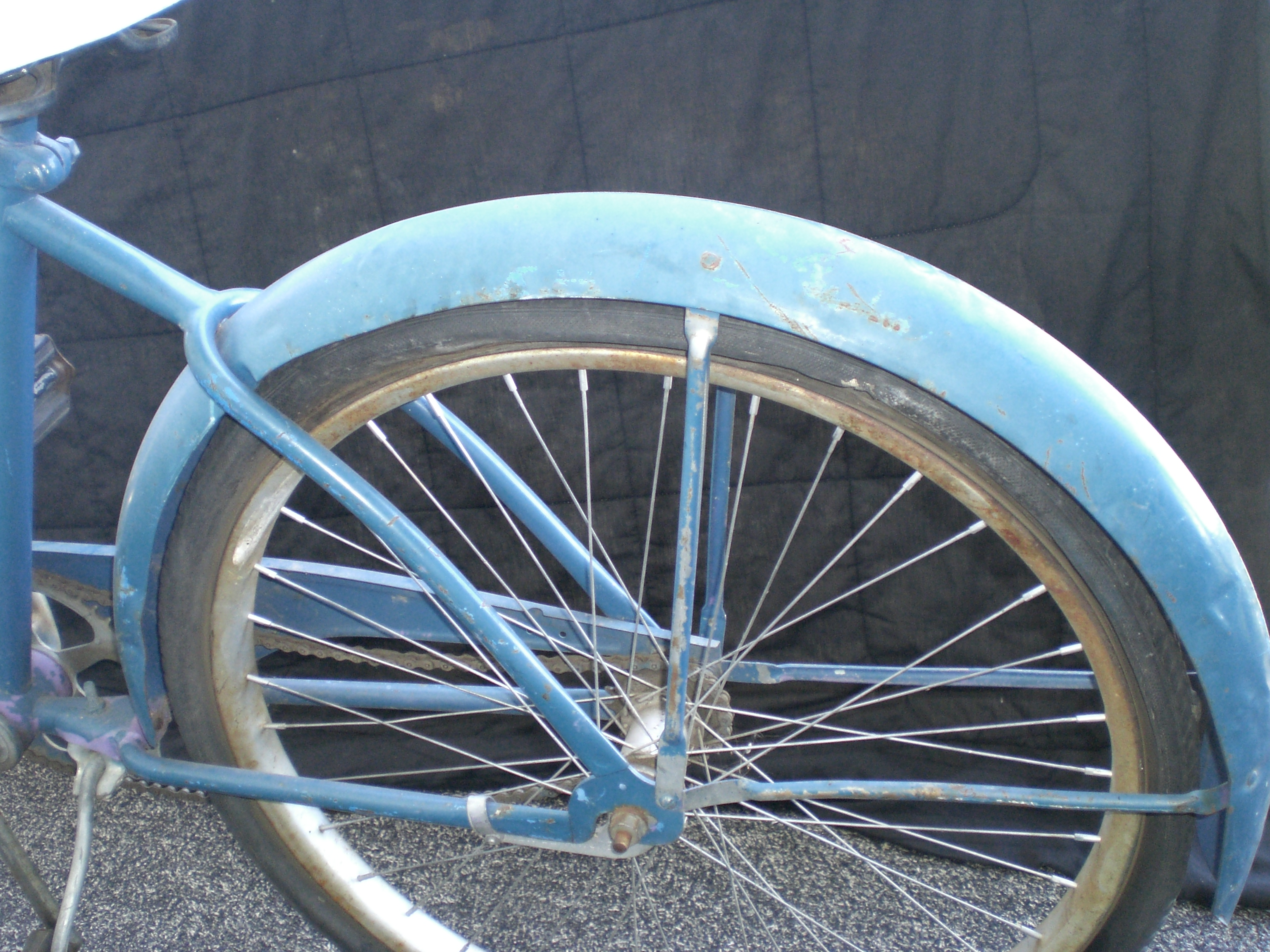
Schutzblech an einem Hinterrad

Das Schutzblech ist ein Bauteil von Fahrrädern und anderen Zweirädern. Es soll helfen, Schlamm, Wasser und Dreck vom Fahrradfahrer und auch von den dahinter Fahrenden fernzuhalten. Schutzbleche für Straßenfahrräder sind meistens direkt über dem Reifen angebracht (vorne wie hinten) und aus Metall, Kunststoff oder Holz. Schutzbleche für Mountainbikes und Crossbikes werden in der Regel aus Kunststoff hergestellt. Bei Crossbikes werden sie meist direkt über dem Reifen montiert, bei Mountainbikes werden sie am Sattel und am Unterrohr des Rahmens angebracht, um zu verhindern, dass sie klappern.